# Prutnik
Prutnik – struga, prawy dopływ Sołokii o długości 7,16 km i powierzchni zlewni 24,37 km².
Struga płynie w  województwie lubelskim przez Południoworoztoczański Park Krajobrazowy i Puszczę Solską. Źródlisko strugi znajduje się przy „Kapliczce na wodzie” u podnóża Góry Tatarskiej w Siedliskach przy drodze wojewódzkiej nr 867. Po wypłynięciu z Siedlisk mija miejscowość Jelinka. W Hrebennem zasila zespół stawów rybnych, a następnie przepływa przez Hrebenne-Osadę. Uchodzi do Sołokii w okolicach Mostów Małych.
Słownik geograficzny Królestwa Polskiego notuje strugę pod nazwami Prudnik (zob. rzeka Prudnik) i Pruśnik.